# Pemolina
La pemolina è un farmaco con azioni farmacologiche modestamente stimolanti, con un meccanismo d'azione diverso a quelle della amfetamina e del metilfenidato, non agendo sui neurotrasmettitori adrenalina e noradrenalina, ma solo sul re-uptake dopaminergico. La pemolina agisce in senso eccitatorio sul sistema nervoso centrale, anche come stimolante della respirazione. Il farmaco può incrementare l'attività motoria, lo stato di allerta, diminuire il senso di fatica e provocare una leggera euforia. La pemolina sembra inoltre, apparentemente, possedere effetto anoressizzante. 
Nel 2005 la Food and Drug Administration (FDA) ha ritirato l'approvazione al commercio della pemolina (Cylert) a causa dei suo effetti epatotossici. Da quando ricevette l'approvazione della FDA nel 1975, la pemolina è stata associata a 21 casi di insufficienza epatica, di cui 13 hanno portato al trapianto epatico od alla morte.

## Farmacocinetica
Assunta per via orale la pemolina viene assorbita dal tratto gastrointestinale. Il picco di concentrazione plasmatica, compreso tra 0,77 e 1,22 µg/ml (media di 1 µg/ml), si ottiene 2-3 ore dopo la somministrazione orale di una dose singola di 50 mg. Non sono note le concentrazioni plasmatiche di farmaco richieste ai fini terapeutici. Nell'uomo l'effetto stimolante il sistema nervoso centrale (riferito ad una dose singola) è relativamente lungo. Il picco dell'effetto viene raggiunto entro 4 ore e perdura per almeno 8 ore.

Nel trattamento del deficit dell'attenzione del bambino l'inizio dell'azione della pemolina è più graduale e gli effetti terapeutici si possono manifestare anche dopo 2-3 settimane di terapia. Circa il 50% del farmaco si lega alle proteine plasmatiche.

L'emivita plasmatica è di 9-14 ore.
Nei bambini, dopo la somministrazione di una dose singola, l'emivita di eliminazione varia notevolmente ed è compresa tra 2 e 12 ore (media di 8,6 ore circa). Oltre il 50% di una dose singola di farmaco viene metabolizzato (in parte nel fegato) in pemolina dione, pemolina glucuronide, acido mandelico ed altri metaboliti non identificati. La pemolina dione è un metabolita attivo (meno attivo della pemolina) e può contribuire alla stimolazione del sistema nervoso centrale.
Il farmaco e i suoi metaboliti vengono escreti soprattutto nelle urine (75% in 24 ore di cui il 43% come pemolina immodificata e il 22% come metaboliti coniugati). L'identificazione del farmaco nei liquidi biologici è facilitata dal ricorso alla gascromatografia od alla cromatografia liquida.

Solo una minima quantità del farmaco viene escreta nelle feci.

## Tossicità
Dopo somministrazione orale il valore della DL50 nel ratto è di 500 mg/kg. Nell'uomo la dose letale minima è di 2 g nell'adulto e di 0,2 g nel bambino di età fino a due anni.

## Indicazioni terapeutiche
La pemolina viene impiegata nel trattamento degli stati ipercinetici e deficit dell'attenzione del bambino Il farmaco è stato anche utilizzato nel trattamento dell'astenia e della sonnolenza indotta da antistaminici. In associazione con altri farmaci è impiegato come stimolante sessuale.

## Posologia e vie di somministrazione
In Gran Bretagna la dose pediatrica orale usuale di pemolina è di 20 mg al mattino, da aumentare di 20 mg ad intervalli settimanali fino a 60 mg. Se non si riscontra un miglioramento entro 6 settimane, la dose deve essere aumentata gradualmente fino a 120 mg da somministrare al mattino. Negli Stati Uniti d'America la dose orale iniziale è di 37,5 mg ogni mattina, con incrementi graduali (ad intervalli settimanali) di 18,75 mg; il range usuale è compreso tra 56,25 e 75 mg al giorno; la dose massima raccomandata è di 112,5 mg/die.

## Effetti collaterali
La pemolina può causare effetti collaterali a livello del sistema nervoso centrale: insonnia, convulsioni, anoressia, discinesia, coreoatetosi, nistagmo, crisi oculogire, irritabilità, lieve depressione mentale, vertigini, cefalea, sedazione, malessere, allucinazioni, sindrome di Tourette.
Frequenti anche gli effetti collaterali a carico del tratto gastrointestinale: calo ponderale, dolore allo stomaco, nausea, diarrea; ed epatico: aumento plasmatico di AST, ALT e di fosfatasi alcalina, epatiti, ittero e, raramente, negli anziani, necrosi cellulare, vacuolizzazione nucleare ed infiammazione portale.
Il farmaco può indurre arresto od importante rallentamento della crescita.
Sono stati riportati anche tachicardia, rash cutanei ed occasionalmente anemia aplastica.
Negli anziani l'uso di pemolina è stato associato ad incremento della fosfatasi acida nella prostata con conseguente iperplasia.
Terapie prolungate con pemolina possono causare tolleranza e dipendenza fisica, soprattutto nei pazienti emotivamente instabili.

## Controindicazioni e precauzioni d'uso
La pemolina è controindicata in caso di ipersensibilità nota, bambini di età inferiore a 6 anni, idiosincrasie e pazienti con funzione epatica compromessa. Se ne sconsiglia l'uso in gravidanza e durante l'allattamento. Poiché viene eliminato principalmente per via renale, il farmaco deve essere somministrato con cautela nei pazienti con insufficienza renale. Prima e durante la terapia con pemolina si consiglia di effettuare il controllo periodico della funzionalità epatica.
Per evitare rischi di tolleranza e di sviluppo di dipendenza psichica il farmaco non deve essere somministrato nei pazienti con tendenza all'abuso di farmaci.

## Sovradosaggio ed antidoti
I sintomi del sovradosaggio da pemolina sono simili a quelli del sovradosaggio da amfetamina solfato.
 Si possono manifestare tachicardia, allucinazioni, agitazione, eccitamento ed irrequietezza. Il trattamento prevede supporto cardiorespiratorio.

Nei pazienti coscienti e non ipereccitati si può effettuare la lavanda gastrica.
In generale l'intervento ricalca quello previsto per l'amfetamina, anche se i fenomeni eccitatori e simpaticomimetici sono di solito meno intensi.

## Interazioni
I pazienti che assumono in concomitanza farmaci che agiscono sul sistema nervoso centrale devono essere attentamente monitorati. La pemolina può diminuire la soglia delle convulsioni nei pazienti in terapia con anticonvulsivanti.